# Soner Aydoğdu
Soner Aydoğdu (Ankara, 5 de enero de 1991) es un futbolista turco que juega de centrocampista en el Samsunspor de la Superliga de Turquía.

## Selección nacional
Aydoğdu fue internacional con todas las categorías inferiores de la selección de fútbol de Turquía, destacando sobre todo en la sub-17. En 2012 debutó con la selección absoluta.

## Clubes
| Club                      | País    | Año       |
| ------------------------- | ------- | --------- |
| Gençlerbirliği S. K.      | Turquía | 2007-2012 |
| Hacettepe S. K. (cedido)  | Turquía | 2009-2010 |
| Trabzonspor               | Turquía | 2012-2016 |
| Akhisar Belediyespor      | Turquía | 2016-2018 |
| Estambul Başakşehir F. K. | Turquía | 2018-2022 |
| Göztepe S. K. (cedido)    | Turquía | 2019-2022 |
| Antalyaspor               | Turquía | 2022-2023 |
| Samsunspor                | Turquía | 2023-     |

## Palmarés

### Títulos nacionales
| Título          | Club                 | País    | Año  |
| --------------- | -------------------- | ------- | ---- |
| Copa de Turquía | Akhisar Belediyespor | Turquía | 2018 |